# Rete neurale residuale

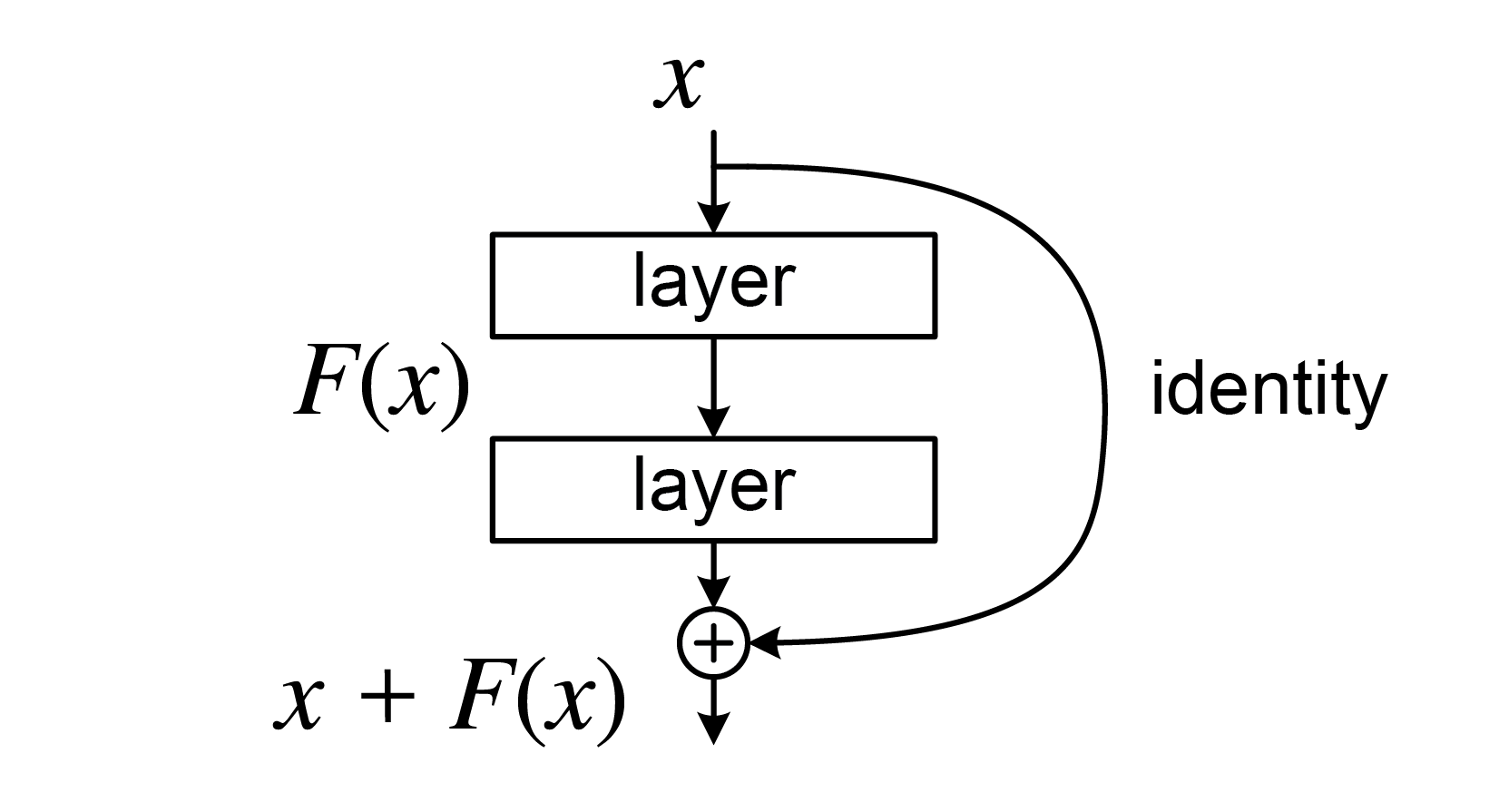
Un blocco residuo in una rete residuale profonda. Qui la connessione residua salta due strati.

Una rete neurale residuale o residua (oppure ResNet) è un'architettura di apprendimento profondo in cui i livelli apprendono le funzioni residue con riferimento agli input degli strati stessi. È stato sviluppato nel 2015 per il riconoscimento delle immagini e ha vinto l'ImageNet Large Scale Visual Recognition Challenge (ILSVRC) di quell'anno.
Come terminologia, "connessione residuale" si riferisce al pattern di struttura architettonica: 
{\displaystyle x\mapsto f(x)+x}
dove {\displaystyle f} è un modulo di rete neurale arbitrario. Il pattern era già stato utilizzato in precedenza (vedi §Storia per i dettagli). Tuttavia, la pubblicazione di ResNet lo ha reso molto popolare per le reti feed-forward, comparendo in reti neurali apparentemente non correlate a ResNet.
La connessione residuale stabilizza l'addestramento e la convergenza delle reti neurali profonde con centinaia di livelli ed è un pattern comune in queste, come i modelli di trasformatori (ad esempio BERT e modelli GPT come ChatGPT ), il sistema AlphaGo Zero, il sistema AlphaStar e il sistema AlphaFold.

## Matematica

### Connessioni residuali
In un modello di rete neurale multilivello, si consideri una sottorete con un certo numero di strati impilati (ad esempio, 2 o 3). 
Indichiamo con {\displaystyle H(x)} la funzione eseguita da questa sottorete, dove {\displaystyle x} è l'input alla sottorete. L'apprendimento residuo riformula questa sottorete facendo in modo che i layer parametrizzati rappresentino una funzione residua {\displaystyle F(x)=H(x)-x} . L'uscita {\displaystyle y} di questa sottorete viene quindi rappresentata come:
{\displaystyle y=F(x)+x}